# جامع السلطان قابوس بروي
جامع السلطان قابوس بروي تأسس جامع السلطان قابوس بروي في عام 1975، وافتتحه السلطان قابوس بن سعيد سلطان عمان، يقع الجامع وسط منطقة روي التابعة لولاية مطرح بمحافظة مسقط، بالقرب من الحي التجاري والسوق الكبير في روي، وتقدر مساحة الجامع بحوالي 5000 متر مربع، بما يسمع باستيعاب 8150 مصل داخل وخارج حرم المسجد، حيث يرتاده الالآف المصلين في أوقات الصلوات الخمس، فضلاً عن صلاة الجمعة والعيدين.